# Lupin III - L'elusività della nebbia
Lupin III - L'elusività della nebbia (ルパン三世 霧のエリューシヴ?, Rupan Sansei - Kiri no eryūshivu) è il diciannovesimo special televisivo giapponese con protagonista Lupin III, il celebre ladro creato dalla mente di Monkey Punch. In Giappone è stato trasmesso in prima visione il 27 luglio 2007 su NTV. 
Questo special è stato realizzato in occasione del 40º anniversario della nascita di Lupin III ed è un sequel dell'episodio 13 della prima serie animata, intitolato Una sfida dal futuro e noto anche come La statua d'oro. In Italia è andato in prima visione, diviso in cinque parti, su Italia 1, dall'8 al 12 settembre 2008. È stato trasmesso in TV col titolo Lupin III e l'elusività della nebbia.

## Trama
Anno 2007, Hamanaka. Mentre Lupin III è alla ricerca di indizi per trovare un antico tesoro, viene trovato dall'ispettore Zenigata che si mette ad inseguirlo. Nella fuga dalla polizia, Lupin, Jigen e Goemon si accorgono che sta succedendo qualcosa di strano, le persone attorno a loro iniziano a sparire misteriosamente. Il responsabile si rivela subito essere Kyosuke Mamō, un uomo che viene dal futuro spinto dalla voglia di vendetta nei confronti di Lupin 33°. La sua idea è quella di uccidere Lupin III, cosicché di conseguenza muoia anche il discendente. Per eliminarlo, manda Lupin, Jigen e Goemon 500 anni indietro nel passato; nell'inseguimento, Zenigata, che è molto vicino a Lupin, riesce ad essere interessato dall'onda temporale e di conseguenza anche lui finisce nel passato. In realtà, il viaggiatore del tempo vuole anche sfruttare Lupin per svelare il segreto di un tesoro che permetterebbe di viaggiare nel tempo, temendo che possa finire nelle mani di qualcun altro e quindi un suo rivale. Dopo una serie di combattimenti, Lupin e i suoi compagni, dopo aver persino incontrato Ofumi antenata di Fujiko che li aiuterà nel corso dell'avventura, riusciranno a sottrarre a Kyosuke la macchina del tempo, intrappolandolo nel passato per sempre. Scopriranno inoltre che era proprio la macchina del tempo dello stesso Kyosuke il tesoro capace di viaggiare nel tempo, in quanto viaggiando nel tempo Kyosuke aveva inavvertitamente creato gli eventi che nel presente erano riportati come modo per trovare il tesoro e Kyosuke senza rendersene conto aveva pensato che fosse qualcun altro, e non lui, a viaggiare nel tempo. Sconfitto Kyosuke e fermata la guerra tra gli abitanti del Nord e gli Shine, salvando inoltre la regina Iseka grazie alla macchina del tempo, il gruppo dice addio agli amici incontrati nel passato; in particolare Goemon si era innamorato di Iseka e le dice addio seppur a malincuore, per tornare nel presente con gli altri, venendo qui inseguiti come al solito da Zenigata. Invece nel 2883 la situazione che Kyosuke aveva cercato in tutti i modi di evitare, ovvero quella di essere mollato dalla sua ragazza per Lupin 33°, si realizza ugualmente con grande disperazione dello stesso Kyosuke. 

## Doppiaggio
| Personaggio               | Doppiatore originale | Doppiatore italiano |
| ------------------------- | -------------------- | ------------------- |
| Lupin III                 | Kan'ichi Kurita      | Stefano Onofri      |
| Daisuke Jigen             | Kiyoshi Kobayashi    | Sandro Pellegrini   |
| Goemon Ishikawa XIII      | Makio Inoue          | Antonio Palumbo     |
| Fujiko Mine               | Eiko Masuyama        | Alessandra Korompay |
| Ispettore Koichi Zenigata | Gorō Naya            | Rodolfo Bianchi     |
| Ofumi                     | Mari Sekine          | Alessandra Korompay |
| Regina Iseka di Shine     | Hōko Kuwashima       | Emanuela Damasio    |
| Kyosuke Mamō              | Shidō Nakamura       | Nicola Marcucci     |
| Takaya                    | Shōtarō Ōkubo        | Gabriele Patriarca  |
| Obitaki                   | Takeshi Watabe       |                     |
| Re Eshika                 | Akira Ishida         |                     |
| Hasama                    | Takamaru Seko        |                     |

## Edizioni home video
In Italia lo special è stato pubblicato in DVD allegato al quotidiano La Gazzetta dello Sport tramite Yamato Video l'11 novembre 2011. e l'anno successivo è stato pubblicato da Yamato Video sia in edizione DVD che Blu-ray Disc.